# Etnies
Az etnies a Kalifornia állambeli Sole Technology, Inc. bejegyzett védjegye, egy amerikai cipőmárka. 
Cipőiket kifejezetten gördeszkázáshoz gyártják, de az utóbbi években számos más sportághoz, például snowboardhoz, BMX-hez, motokrosszhoz és szörfözéshez is gyártottak sportcipőket illetve sportfelszerelést.
Az alapítás évében, 1986-ban a márka még az ethnic (kisebbség) szóból származó Etnics nevet viselte, mely a gördeszkás szubkultúrát jelképezte. Jogi okokból kifolyólag a márkanevet végül etnies-re keresztelték át. 1989 óta a márka Pierre-André Sénizergues tulajdonában van.

## Külső hivatkozások
- Hivatalos honlap
- etnies Történelem Archiválva 2008. augusztus 21-i dátummal a Wayback Machine-ben
- etnies cipők